# Zalalövő
Zalalövő − miasto na Węgrzech, w Komitacie Zala, w powiecie Zalaegerszeg.

## Miasta partnerskie
- Chibed
- Oberaich
- Savignano Sul Panaro